# TV Guaporeí
TV Guaporeí é uma emissora de televisão brasileira sediada em Pontes e Lacerda, cidade do estado de Mato Grosso. Opera no canal 8 VHF analógico e está em fase de implantação o seu sinal digital pelo canal 38 UHF, e é afiliada à Record.

## História
O sinal local da TV Guaporeí canal 13 foi liberado para Pontes e Lacerda em 30 de setembro de 1990, sendo naquela ocasião afiliada da Rede Bandeirantes. Passado mais de uma década, já na fase atual, o sinal foi reinaugurado no dia 5 setembro de 2003, sendo a TV Guaporeí, afiliada da Rede Record.
Em 2004, no primeiro ano da nova emissora, que tinha como principal programa local o Jornal da Record Pontes e Lacerda, aumentou a grande local com o lançamento do Programa Terra & Criação, um espaço para o homem do campo. O programa semanal sempre contou na sua pauta com belas reportagens e expedições pelo interior de Mato Grosso. Em uma posição de destaque, várias reportagens do programa foram exibidas a nível nacional na Record News.
No ano de 2006, uma inovação na TV local, pela primeira vez era adotado a apresentação do jornal com dois apresentadores. Desde então, na TV Guaporeí Antônio Luiz e Celso Garcia comandam o jornal de segunda à sexta-feira, que vai ao ar meio-dia na emissora afiliada da Rede Record.
Em 2009, a emissora passou por uma reformulação total em sua grade, como mudança nos seus telejornais e programas locais. O  "Jornal da Record Pontes e Lacerda" passou a chamar "Record Notícias Pontes e Lacerda", o "Cidade Alerta Local" deu espaço ao "Record Notícias 2ª Edição". No mesmo ano, todos os programas da emissora tiveram seus cenários reformulados, trazendo um padrão nunca visto em Pontes e Lacerda e na região. Em 2010 a emissora passa a utilizar o nome TV Guaporeí - Record, deixando de lado a nomenclatura TV Record Pontes e Lacerda.
Também no ano de 2009 aconteceu a estreia do Programa Tudo de Bom, na grade da programação local da TV Guaporeí, na apresentação do novo contratado da emissora, Nereu Almeida. O programa de variedades que mostra os talentos musicais da região, culinárias e reportagens especiais vai ao ar todos os sábados, às 11h00 da manhã.
Em 2010 a emissora passa a utilizar em definitivo o nome TV Guaporeí - Record, deixando de lado a nomenclatura TV Record Pontes e Lacerda. Foi um ano inesquecível para a emissora, ainda em 2010 a TV Guaporeí foi premiada pela Rede Record como a melhor retransmissora do interior, prêmio recebido diretamente da Record nacional. Diante deste feito, vale um registro importante na história da emissora TV Guaporeí, logo após a inauguração no ano de 2003, uma das ações da direção da TV Guaporeí no muncípio foi a distribuição gratuitas de antenas na zona rural, o objetivo era alcançar o maior número de telespectadores com a chegada do novo sinal, a Rede Record.
Em setembro de 2013 a emissora completou 10 anos com a nova administração, no geral, são mais de 20 anos no ar.